# 新北市立土城國民中學
新北市立土城國民中學（英語：New Taipei Municipal Tucheng Junior High School），簡稱土中。位於新北市土城區永寧路18號，是土城區的公立學校，設有數理資優班，以及語文資優服務。

## 外部連結
- 新北市立土城國民中學 （页面存档备份，存于）
- 新北市立土城國民中學的Facebook專頁